# Пјеве Понте (Равена)
Пјеве Понте је насеље у Италији у округу Равена, региону Емилија-Ромања.
Према процени из 2011. у насељу је живело 217 становника. Насеље се налази на надморској висини од 37 м.